# Ernst Knoll
Ernst Knoll (ur. 23 stycznia 1940 w Valticach, zm. 19 stycznia 1997 w Eppelheim) – zachodnioniemiecki zapaśnik walczący w obu stylach. Dwukrotny olimpijczyk. Odpadł w eliminacjach w Meksyku 1968; jedenasty w Monachium 1972, w stylu wolnym. Dziesiąty w stylu klasycznym w Meksyku 1968. Walczył w kategorii 87 – 90 kg.
Dziesiąty na mistrzostwach świata w 1967. Czwarty na mistrzostwach Europy w 1967 roku.
Mistrz RFN w 1966, 1967, 1970, 1971 i 1972; drugi w 1969; trzeci w 1963, w stylu wolnym. Mistrz w stylu klasycznym w 1964, 1969, 1971 i 1972; drugi w 1970 roku.